# Eleutherios Venizelos
Eleutherios Kyriakou Venizelos (IPA: [elefˈθeɾjos ciˈɾjaku veniˈzelos]; in greco Ελευθέριος Κυριάκου Βενιζέλος?; Mournies, 23 agosto 1864 – Parigi, 18 marzo 1936) è stato un politico greco.
Dal suo nome deriva quello del movimento venizelista, protagonista della politica greca dall'inizio del XX secolo alla metà degli anni settanta.
Fu uno dei principali fautori della cosiddetta Megali Idea (Μεγάλη Ἰδέα, lett. "Grande Idea"), ovvero il proposito d'allargare la sovranità della Grecia ai territori dell'odierne Turchia, Bulgaria, Macedonia del Nord ed Albania storicamente abitati da minoranze greche e di spostare la capitale da Atene ad Istanbul, nell'ottica di riallacciare il Paese balcanico ad una continuità simbolica ed ideale con l'Impero romano d'Oriente.

## Biografia
Eleutherios Venizelos nacque a Mournies, un paesino poco distante dalla Canea (sull'isola di Creta, all'epoca ancora una provincia dell'Impero ottomano), figlio di Kyriakos Venizelos, un ricco mercante che aveva combattuto per l'indipendenza della Grecia, causa per la quale avevano perso la vita pure tre suoi zii, e di Styliani Ploumidaki. La sua famiglia era, per parte di padre, originaria ancestralmente della Laconia e della Mania (ambedue nel Peloponneso), da cui i suoi avi erano migrati a Creta sul volgere del XVIII secolo, mentre, per parte di madre, oriunda cretese. Venizelos vantava, inoltre, delle remote origini turche, ebraico-greche ed armene.

### Ministro della Giustizia a Creta
A partire dal 1881 Eleutherios Venizelos studiò legge all'Università di Atene, quindi tornò a Creta dove venne eletto all'assemblea locale nelle file del Partito Liberale. Divenne una figura di spicco durante la rivolta cretese contro l'Impero ottomano, nel 1897, occasione nella quale si mise alla testa di una forza anti-ottomana, nel tentativo di ottenere l'unione alla Grecia. Questo avvenne nel contesto più ampio della Guerra greco-turca.
La sollevazione finì con la concessione a Creta dell'autonomia sotto l'Impero Ottomano. Navi da guerra e truppe britanniche, russe, italiane e austro-ungariche si recarono a Creta per costringere l'esercito turco a lasciare l'isola. Su pressione delle potenze europee, il principe Giorgio di Grecia venne nominato alto commissario dell'isola.
Il 13 dicembre 1898 Giorgio si recò quindi in visita a Chania, dove ricevette un'accoglienza senza precedenti. Il 27 aprile 1899 creò un Comitato Esecutivo, composto dai capi di Creta. Venizelos divenne Ministro della Giustizia e con il resto del comitato, cominciò ad organizzare il nuovo Stato. Le potenze europee aiutarono il principe Giorgio a creare la Gendarmeria Cretese, istituita allo scopo di far rispettare la legge.
Tra il 1900, Venizelos e il principe entrarono in contrasto su numerose questioni di politica interna (come l'intenzione del principe di costruire un palazzo a cui Venizelos era fortemente contrario in quanto avrebbe significato perpetrare l'assetto del Governatorato mentre i Cretesi lo avevano accettato solo come soluzione temporanea, fino a quando non fosse stata trovata una risoluzione definitiva) e sulla questione dell'Enosis, l'unione con la Grecia. In una riunione del comitato esecutivo, Venizelos espresse l'opinione che l'isola non fosse in sostanza autonoma, in quanto militarmente occupata dalle forze delle grandi potenze, e che le grandi potenze avevano il loro rappresentante nella persona del principe.
Venizelos si dimise nei primi mesi del 1901, e per i successivi tre anni, lui e i suoi sostenitori condussero un'aspra lotta politica contro il governo dell'alto commissario, portando ad una situazione di stallo politica e amministrativa. Nel marzo del 1905, Venizelos e suoi sostenitori, riuniti nel villaggio di Theriso, sulle colline presso Candia, costituirono un'"Assemblea rivoluzionaria", che chiese riforme politiche e si pronunciò a favore dell'unione di Creta con la Grecia come un unico libero Stato costituzionale in un manifesto. La gendarmeria cretese rimase fedele al principe, ma numerosi deputati aderirono alla rivolta, e nonostante la promulgazione di una legge straordinaria il 18 luglio le forze militari non intervennero contro i ribelli.
Il 15 agosto, l'Assemblea cretese votò a favore delle proposte di Venizelos, e le grandi potenze negoziarono un accordo, in base al quale il principe Giorgio si sarebbe dovuto dimettere e sarebbe dovuta essere promulgata una nuova costituzione. Nel 1906 alle elezioni il principe Giorgio ottenne la maggioranza, con 38.127 voti, contro i 33.279 di Venizelos, ma nel settembre del 1906 venne sostituito dall'ex primo ministro greco Alexandros Zaimīs e lasciò l'isola. Funzionari greci sostituirono gli italiani nella organizzazione della gendarmeria, e fu iniziato il ritiro delle truppe straniere dall'isola, lasciando Creta de facto sotto il controllo greco.

### Primo ministro greco
Nel 1910, ad Atene, il parlamento venne sciolto a causa di una crisi politica. Venizelos si recò nella capitale e attraverso le elezioni dell'8 agosto 1910, lui e i suoi uomini vennero eletti membri del parlamento. In quel periodo venne fondato il suo partito, chiamato "Komma Fileleftheron" (Partito dei Liberali). Il 2 ottobre 1910, Venizelos formò un governo e iniziò la riorganizzazione delle questioni economiche, politiche e nazionali del paese.
Il 20 maggio 1911, fu completata una revisione della Costituzione che si concentrava su: il rafforzamento della libertà individuali, l'introduzione di misure per facilitare il lavoro legislativo del Parlamento, l'istruzione elementare obbligatoria, la tutela giuridica contro espropriazione forzata, il diritto di invitare personale straniero ad intraprendere missioni finalizzate alla riorganizzazione dell'amministrazione e delle forze armate (gettando così le basi alle missioni francesi ed inglesi che modernizzeranno le forze armate elleniche in previsione delle Guerre Balcaniche), la restaurazione del Consiglio di Stato e la semplificazione delle procedure per eventuali future modifiche della Costituzione. 
L'obiettivo del programma di riforme era quello di consolidare la sicurezza pubblica e lo Stato di diritto, nonché sviluppare e aumentare il potenziale produttivo del paese. In questo contesto, il pianificato da tempo ma mai istituito "ottavo" Ministero, il Ministero dell'Economia Nazionale, assunse un ruolo di primo piano. Questo ministero, al momento della sua creazione nel 1911, era diretto da Emmanuel Benakis, un ricco mercante greco dall'Egitto amico di Venizelos. Tra il 1911 e il 1912 furono promulgate una serie di leggi che miravano ad avviare la legislazione del lavoro in Grecia. Specifiche misure vietavano il lavoro minorile e il turno di notte per le donne, regolavano le ore lavorative settimanali e la vacanza di Domenica, ed infine istituivano le organizzazioni sindacali. Furono anche varate misure per il miglioramento della gestione, della giustizia e della sicurezza e per l'insediamento di contadini senza terra nella Tessaglia.

### Le Guerre Balcaniche

#### La Lega Balcanica
Al termine della guerra italo-turca del 1911 (durante la quale l'impero ottomano aveva dovuto cedere al Regno d'Italia la Cirenaica, la Tripolitania, Rodi ed il Dodecanneso), gli stati balcanici compresero la necessità di un'alleanza per affrontare la Turchia. Questo si tradusse, dopo pressioni diplomatiche russe, nella firma di un accordo segreto bilaterale e di un'alleanza difensiva fra Serbia e Bulgaria il 13 marzo; successivamente si passò ad un'alleanza militare il 12 maggio. La Grecia, non volendo essere esclusa da un'alleanza anti-turca e da un'eventuale spartizione territoriale, avviò le trattative con la Bulgaria che portarono alla firma di un'alleanza difensiva con il trattato greco-bulgaro firmato a Sofia il 29 maggio 1912. 
I pianificatori serbo-bulgari attribuivano scarsa importanza al contributo che la Grecia poteva dare all'invasione terrestre della Macedonia, vista anche la pessima prova fornita dall'esercito ellenico nella guerra greco-turca del 1897; di fondamentale importanza era invece la marina militare greca, la sola forza navale in grado di stabilire il controllo del mar Egeo e di imporre il blocco ai porti ottomani, impedendo al nemico di trasportare rinforzi e rifornimenti via mare dai territori asiatici dell'Impero: era questo il motivo principale per cui la Grecia era stata inclusa nella Lega.

#### Prima guerra balcanica
Grazie alla prudenza di Venizelos nel disporre l'esercito e la marina, la nazione si trovò ben preparata allo scoppio delle ostilità, e fu così possibile avanzare militarmente ed annettere velocemente i territori di Epiro, Macedonia e le Isole egee settentrionali. Ci furono molte discussioni tra Venizelos e il Principe Costantino I, circa l'avanzata dell'esercito e quali città dovessero essere liberate per prime. Questo fu il primo conflitto tra Venizelos e Costantino, che divenne Re dopo l'assassinio del padre, avvenuto nel 1913.
Ciononostante questa guerra mostrò gli enormi passi in avanti compiuti dagli ellenici e dalle loro forze armate dalla sconfitta ad opera dei Turchi nel 1897 anche grazie al contributo di una missione militare francese invitata nel paese nel 1911 potendo adesso contare sulla linea ferroviaria Atene-Larissa per gli spostamenti, su un esercito di 120.000 soldati delle forze regolari e 140.000 della guardia nazionale e delle forze di riserva armati prevalentemente con i fucili austroungarici Mannlicher-Schönauer e circa 160 pezzi d'artiglieria principalmente cannoni francesi da montagna Schneider 76 mm Modèle 1909, una potente e moderna marina e persino su un primo nucleo di aviazione formato da quattro biplani terrestri Farman ed in seguito da altri velivoli (anche idrovolanti) che avrebbero rinforzato le linee greche. Particolarmente significative furono le vittorie greche di Sarantaporo, Giannitsa e Bizani oltre che il dominio sul Mar Egeo stabilito attraverso gli scontri di Elli e di Lemno dalla flotta ellenica capeggiata dalla moderna ammiraglia Georgios Averof importata dall'Italia ed entrata in servizio nel 1911.
Con il Trattato di Londra alla fine della Prima Guerra Balcanica la Grecia ottenne l'annessione anche di Creta.

#### Seconda guerra balcanica
Sebbene la guerra si fosse conclusa con la vittoria della lega balcanica, i dissensi fra gli Stati della lega sfociarono in ulteriori tensioni causate dalla spartizione della Macedonia. Tali tensioni portarono alla seconda guerra balcanica, che vide la Bulgaria contrapporsi a Serbia e Grecia, successivamente appoggiate da impero ottomano e Romania che si concluse con il Trattato di Bucarest con cui alla Grecia vennero assegnate definitivamente Salonicco, la regione dell'Epiro, una buona parte della Macedonia (fino a Bitola) e Cavala.
Il successivo conflitto tra Costantino e Venizelos ebbe luogo durante la I guerra mondiale.

### La Prima guerra mondiale e lo "Scisma Nazionale"
Allorché esplose la prima guerra mondiale, il re Costantino I di Grecia si trovava nella difficile posizione di dover scegliere in quale campo fare entrare il proprio Paese. Nonostante la sua stretta parentela con le famiglie reali britannica e russa, è all'Impero tedesco che Costantino si sentiva maggiormente vicino. Il re degli Elleni aveva in effetti ricevuto una parte della propria formazione militare a Berlino ed era sposato con una sorella cadetta del kaiser Guglielmo II.
All'inizio del conflitto, il governo di Londra sperò peraltro che l'esser cugino del sovrano britannico potesse bastare a convincere Atene ad allinearsi alla Triplice intesa. In un primo tempo, Costantino fece una timida promessa seguendo la linee politica di Venizelos, che caldeggiava un'alleanza con l'"Intesa", ritenendo che Regno Unito e Francia avrebbero vinto il conflitto e sperava di discutere con gli Alleati le condizioni offerte alla Grecia in cambio della sua partecipazione al conflitto al loro fianco. Secondo la regina Sofia, suo marito era, all'epoca, «interamente pervaso dallo spettro di Bisanzio» e «sogna di marciare sulla grande città di Santa Sofia alla testa dell'esercito greco». Pertanto, per lui, le condizioni d'ingresso in guerra del proprio Paese erano assai chiare: la riconquista di Costantinopoli doveva effettuarsi senza far correre rischi eccessivi alla Grecia.
Il partito di Venizelos vinse nuovamente le elezioni e formò un governo. Venizelos si trovò nuovamente in disaccordo con il re e ancora una volta si dimise. Non prese parte alle elezioni successive, considerando incostituzionale lo scioglimento del parlamento. Nel frattempo, con la scusa di salvare la Serbia, gli Alleati sbarcarono un contingente a Salonicco.
Dopo il disastro alleato della Campagna dei Dardanelli, nel 1915, però Costantino I scelse la neutralità per la Grecia, mentre Venizelos, dopo una serie di discussioni, si dimise il 21 febbraio. 
Questa diatriba tra Venizelos e Costantino fu all'origine della "Grande Divisione", una profonda ferita sociale per la Grecia nei decenni a seguire.
Poco tempo dopo, il 9 ottobre 1916, l'uomo politico raggiunse Salonicco ed entrò nel "Comitato di Difesa nazionale", trasformato in "Governo Provvisorio di Difesa Nazionale" fondando un nuovo stato che comprendeva la Grecia settentrionale e le Isole Egee. Mise quindi in piedi un esercito greco che potesse affiancarsi agli Alleati e dichiarò guerra alla Bulgaria l'11 novembre con il pretesto che essa aveva attaccato la Serbia, che aveva un trattato di alleanza con la Grecia. La Grecia si trovò allora tagliata in tre parti dal "Grande Scisma" (o Ethnikos Dikhasmos): a sud, la zona dipendente dal governo reale, con capitale Atene; a nord (in Tessaglia e in Epiro), quella del governo provvisorio, con capitale Salonicco; e fra le due, una zona neutra controllata dalle forze alleate per evitare la guerra civile che incombeva. Con la guerra civile imminente nel 1916 Costantino cercò dalla Germania la promessa di assistenza militare e navale, ma senza successo. Finalmente, il 12 giugno 1917, sotto la minaccia d'uno sbarco dell'Intesa al Pireo, Costantino I partì per l'esilio, senza però ufficialmente abdicare. Il suo secondogenito, Alessandro I, sale allora sul trono per sostituirlo. Il 21 giugno, Venizelos formò un nuovo governo ad Atene e prosegue la sua politica bellicista contro le Potenze Centrali.

### Dopo la Grande Guerra

#### I Trattati di pace
Dopo la guerra prese parte alla Conferenza di pace di Parigi (1919) e firmò, in qualità di rappresentante della Grecia, il Trattato di Neuilly (27 novembre 1919) e il Trattato di Sèvres (10 agosto 1920). Come risultato di questi trattati la Grecia acquisì (temporaneamente) la Tracia Orientale e Smirne. Nel viaggio di ritorno Venizelos subì un tentativo di assassinio alla stazione ferroviaria di Lione. Dopo essersi ristabilito rientrò in Grecia, dove venne accolto come un eroe per aver liberato delle aree con popolazione greca ed essere andato vicino a realizzare la cosiddetta "Megali Idea".

#### La Guerra Greco-Turca
Tuttavia le conseguenze territoriali di quei trattati motivarono i Giovani Turchi di Mustafa Kemal a guidare la neonata Repubblica di Turchia nella Guerra greco-turca al fine di riprendere il controllo dei territori ceduti ai greci.
Nel mentre che si svolgeva la guerra Alessandro I morì il 25 ottobre 1920 di setticemia, dopo essere stato morso da una scimmia dei giardini del Palazzo Reale di Atene tre settimane prima e, dopo il rifiuto della corona da parte del fratello Paolo, venne avanzata l'ipotesi di un ritorno sul trono di Costantino.
Venizelos si oppose alla restaurazione dell'antico sovrano e avrebbe preferito proclamare la repubblica in Grecia. Ma il Primo Ministro era consapevole che le grandi Potenze europee, e in particolare il Regno Unito, non erano disposti ad accettare una tale evoluzione e non si risolse quindi a modificare la forma istituzionale del Paese.
Nella campagna che precedette le elezioni legislative programmate per il 1º novembre 1920, la questione del regime e del ritorno eventuale di Costantino I sul trono oppose dunque i venizelisti ai monarchici. Il Primo Ministro e i suoi sostenitori apparirono come i responsabili d'una guerra greco-turca che non conduceva ad alcunché. Per contro, i sostenitori della monarchia promettevano di porre fine al conflitto, senza peraltro presentare un vero piano di ritiro. Desiderosi di restaurare la pace, gli elettori ellenici votarono infine per il cambiamento e i venizelisti guadagnarono solo 118 seggi parlamentari su un totale di 369. Nel Paese, lo choc è così grave che Venizelos e i suoi sostenitori più vicini scelgono di abbandonare la Grecia e di partire in esilio, con grande scontento delle popolazioni greche dell'Asia minore appena liberate a seguito della Grande Guerra.
Dopo le elezioni, un nuovo governo, incarnato da Dīmītrios Rallīs, organizzò un plebiscito destinato a richiamare Costantino I al potere. All'estero, la restaurazione del cognato del Kaiser fu malvista e gli Alleati fecero sapere ad Atene che avrebbero tolto alla Grecia ogni loro sostegno se l'antico re fosse risalito sul trono. Nonostante tutto, questo plebiscito fu organizzato in dicembre e i risultati truccati diedero il 99% dei voti a favore del ritorno dell'antico monarca. Il 19 dicembre 1920, egli assunse il nuovo nome di Costantino XII, in ideale continuazione con i basileis Imperatori bizantini. Gli Alleati si infuriarono e la Grecia si ritrovò isolata sulla scena internazionale.
Il ritorno di Costantino e dei suoi sostenitori al potere ebbe anche altre conseguenze gravi oltre che a livello diplomatico. Nelle forze armate, la disfatta elettorale di Venizelos condusse all'allontanamento di tutti i suoi sostenitori dal comando, e ciò nel momento in cui si trattava di marciare su Ankara. I veterani della prima guerra mondiale, largamente responsabili della conquista di Smirne e dell'Asia Minore avvenuta durante la prima fase della guerra con i turchi, furono congedati, mentre il Comando Supremo dell'Esercito fu affidato al generale Anastasios Papoulas, un elemento assai vicino a Costantino I.
Dopo la Catastrofe dell'Asia Minore, Venizelos firmò come rappresentante della Grecia, il 24 luglio 1923, il Trattato di Losanna con la Turchia. 

### Gli ultimi anni
Nelle elezioni del 5 luglio 1928, il suo partito riottenne il potere e costrinse il governo a tenere nuove elezioni il 19 agosto dello stesso anno, nelle quali il partito di Venizelos ottenne 228 dei 250 seggi al parlamento. Venizelos governò la Grecia fino al 1932. 
Durante questo periodo Venizelos cercò di porre fine all'isolamento diplomatico della Grecia, ripristinando normali relazioni con i paesi vicini. I suoi sforzi si dimostrarono efficaci con il Regno d'Italia e la neonata Jugoslavia. Firmò prima un accordo il 23 settembre 1928 con Benito Mussolini a Roma, e con la seconda concluse con un trattato di amicizia firmato il 27 marzo 1929. Un protocollo aggiuntivo stabiliva lo stato di zona di libero scambio per gli iugoslavi a Salonicco in un modo favorevole agli interessi greci. Tuttavia, nonostante gli sforzi britannici coordinati con l'inglese Arthur Henderson, una piena riconciliazione con la Bulgaria non fu mai raggiunta durante il suo governo mentre con l'Albania mantenne sempre rapporti buoni senza però risolvere il problema della minoranza greca nel sud dell'Albania. 
Il più grande successo di Venizelos in politica estera rimase però la riconciliazione con la Turchia. Venizelos aveva espresso la sua volontà di migliorare le relazioni bilaterali tra Grecia e Turchia, anche prima della sua vittoria elettorale, in un discorso a Salonicco il 23 luglio 1928. Undici giorni dopo la formazione del suo governo, inviò lettere sia al primo ministro e il ministro degli affari esteri della Turchia dichiarando che la Grecia non aveva aspirazioni territoriali a scapito del loro paese. La risposta fu positiva e l'Italia era sempre pronta ad aiutare i due paesi raggiungere un accordo. I negoziati rimasero in stallo a causa del problema complicato delle proprietà delle popolazioni greche cacciate dopo la guerra ma, infine, le due parti raggiunsero un accordo il 30 aprile 1930 firmando il 25 ottobre un trattato di amicizia. Venizelos propose inoltre il nome di Atatürk per il Premio Nobel per la Pace del 1934, evidenziando il rispetto reciproco tra i due leader. Il cancelliere tedesco Hermann Müller descrisse il riavvicinamento greco-turco come "il più grande successo visto in Europa dalla fine della Grande Guerra". Tuttavia, l'iniziativa di Venizelos fu criticata a livello nazionale, non solo da parte dell'opposizione, ma anche dai membri del suo stesso partito che rappresentavano i profughi greci provenienti dalla Turchia. Venizelos fu accusato di fare troppe concessioni sulle questioni degli armamenti navali e delle proprietà dei greci espulsi dalla Turchia in base al Trattato di Losanna.
La sua posizione interna fu indebolita anche dagli effetti della grande depressione nei primi anni 30 e nelle elezioni del 1932 risultò sconfitto. Il clima politico divenne più teso e nel 1933 subì il secondo tentativo di assassinio. Questo episodio fu seguito da disordini che produssero il movimento militare guidato da lui e dal Generale Nikolaos Plastiras nel 1935. Il movimento fallì, ed egli nuovamente si trasferì a Parigi, dove morì nel 1936. Il suo corpo venne traslato e sepolto a Akrotiri, sull'isola di Creta.
Fu membro della Massoneria, iniziato nella loggia "Atena" di Atene nel 1898.
L'Aeroporto internazionale di Atene di Spata, vicino ad Atene, è a lui dedicato, inoltre è raffigurato sulle monete greche da 50 eurocent.

## Albero genealogico
Membri principali della famiglia Venizelos-Mitsotakis-Mpakogiannīs.

|                                |                                |                                |                                | Kyriakos Venizelos (?–1883)       | Kyriakos Venizelos (?–1883)       | Kyriakos Venizelos (?–1883)       | Kyriakos Venizelos (?–1883)       | Kyriakos Venizelos (?–1883)       | Kyriakos Venizelos (?–1883)       |                                |                                | Styliani Ploumidaki (1830–1897) | Styliani Ploumidaki (1830–1897) | Styliani Ploumidaki (1830–1897) | Styliani Ploumidaki (1830–1897) | Styliani Ploumidaki (1830–1897) | Styliani Ploumidaki (1830–1897) |                                 |                                 |                                                     |                                                     |                                                     |                                                     |                                                     |                                                     |                                  |                                  |                                  |                                  |                               |                               |                               |                               |
|                                |                                |                                |                                | Kyriakos Venizelos (?–1883)       | Kyriakos Venizelos (?–1883)       | Kyriakos Venizelos (?–1883)       | Kyriakos Venizelos (?–1883)       | Kyriakos Venizelos (?–1883)       | Kyriakos Venizelos (?–1883)       |                                |                                | Styliani Ploumidaki (1830–1897) | Styliani Ploumidaki (1830–1897) | Styliani Ploumidaki (1830–1897) | Styliani Ploumidaki (1830–1897) | Styliani Ploumidaki (1830–1897) | Styliani Ploumidaki (1830–1897) |                                 |                                 |                                                     |                                                     |                                                     |                                                     |                                                     |                                                     |                                  |                                  |                                  |                                  |                               |                               |                               |                               |
|                                |                                |                                |                                |                                   |                                   |                                   |                                   |                                   |                                   |                                |                                |                                 |                                 |                                 |                                 |                                 |                                 |                                 |                                 |                                                     |                                                     |                                                     |                                                     |                                                     |                                                     |                                  |                                  |                                  |                                  |                               |                               |                               |                               |
|                                |                                |                                |                                |                                   |                                   |                                   |                                   |                                   |                                   |                                |                                |                                 |                                 |                                 |                                 |                                 |                                 |                                 |                                 |                                                     |                                                     |                                                     |                                                     |                                                     |                                                     |                                  |                                  |                                  |                                  |                               |                               |                               |                               |
|                                |                                |                                |                                | Eleutherios Venizelos (1864–1936) | Eleutherios Venizelos (1864–1936) | Eleutherios Venizelos (1864–1936) | Eleutherios Venizelos (1864–1936) | Eleutherios Venizelos (1864–1936) | Eleutherios Venizelos (1864–1936) |                                |                                | Katigo Venizelou (1858–1934)    | Katigo Venizelou (1858–1934)    | Katigo Venizelou (1858–1934)    | Katigo Venizelou (1858–1934)    | Katigo Venizelou (1858–1934)    | Katigo Venizelou (1858–1934)    |                                 |                                 | Constantine "Costis" Mītsotakīs (1845–1898)         | Constantine "Costis" Mītsotakīs (1845–1898)         | Constantine "Costis" Mītsotakīs (1845–1898)         | Constantine "Costis" Mītsotakīs (1845–1898)         | Constantine "Costis" Mītsotakīs (1845–1898)         | Constantine "Costis" Mītsotakīs (1845–1898)         |                                  |                                  |                                  |                                  |                               |                               |                               |                               |
|                                |                                |                                |                                | Eleutherios Venizelos (1864–1936) | Eleutherios Venizelos (1864–1936) | Eleutherios Venizelos (1864–1936) | Eleutherios Venizelos (1864–1936) | Eleutherios Venizelos (1864–1936) | Eleutherios Venizelos (1864–1936) |                                |                                | Katigo Venizelou (1858–1934)    | Katigo Venizelou (1858–1934)    | Katigo Venizelou (1858–1934)    | Katigo Venizelou (1858–1934)    | Katigo Venizelou (1858–1934)    | Katigo Venizelou (1858–1934)    |                                 |                                 | Constantine "Costis" Mītsotakīs (1845–1898)         | Constantine "Costis" Mītsotakīs (1845–1898)         | Constantine "Costis" Mītsotakīs (1845–1898)         | Constantine "Costis" Mītsotakīs (1845–1898)         | Constantine "Costis" Mītsotakīs (1845–1898)         | Constantine "Costis" Mītsotakīs (1845–1898)         |                                  |                                  |                                  |                                  |                               |                               |                               |                               |
|                                |                                |                                |                                |                                   |                                   |                                   |                                   |                                   |                                   |                                |                                |                                 |                                 |                                 |                                 |                                 |                                 |                                 |                                 |                                                     |                                                     |                                                     |                                                     |                                                     |                                                     |                                  |                                  |                                  |                                  |                               |                               |                               |                               |
|                                |                                |                                |                                |                                   |                                   |                                   |                                   |                                   |                                   |                                |                                |                                 |                                 |                                 |                                 |                                 |                                 |                                 |                                 |                                                     |                                                     |                                                     |                                                     |                                                     |                                                     |                                  |                                  |                                  |                                  |                               |                               |                               |                               |
| Kyriakos Venizelos (1892–1942) | Kyriakos Venizelos (1892–1942) | Kyriakos Venizelos (1892–1942) | Kyriakos Venizelos (1892–1942) | Kyriakos Venizelos (1892–1942)    | Kyriakos Venizelos (1892–1942)    |                                   |                                   | Sofoklīs Venizelos (1894–1964)    | Sofoklīs Venizelos (1894–1964)    | Sofoklīs Venizelos (1894–1964) | Sofoklīs Venizelos (1894–1964) | Sofoklīs Venizelos (1894–1964)  | Sofoklīs Venizelos (1894–1964)  |                                 |                                 | Kyriakos Mītsotakīs (1892–1942) | Kyriakos Mītsotakīs (1892–1942) | Kyriakos Mītsotakīs (1892–1942) | Kyriakos Mītsotakīs (1892–1942) | Kyriakos Mītsotakīs (1892–1942)                     | Kyriakos Mītsotakīs (1892–1942)                     |                                                     |                                                     | Stavroula Ploumidaki (1896–1983)                    | Stavroula Ploumidaki (1896–1983)                    | Stavroula Ploumidaki (1896–1983) | Stavroula Ploumidaki (1896–1983) | Stavroula Ploumidaki (1896–1983) | Stavroula Ploumidaki (1896–1983) |                               |                               |                               |                               |
| Kyriakos Venizelos (1892–1942) | Kyriakos Venizelos (1892–1942) | Kyriakos Venizelos (1892–1942) | Kyriakos Venizelos (1892–1942) | Kyriakos Venizelos (1892–1942)    | Kyriakos Venizelos (1892–1942)    |                                   |                                   | Sofoklīs Venizelos (1894–1964)    | Sofoklīs Venizelos (1894–1964)    | Sofoklīs Venizelos (1894–1964) | Sofoklīs Venizelos (1894–1964) | Sofoklīs Venizelos (1894–1964)  | Sofoklīs Venizelos (1894–1964)  |                                 |                                 | Kyriakos Mītsotakīs (1892–1942) | Kyriakos Mītsotakīs (1892–1942) | Kyriakos Mītsotakīs (1892–1942) | Kyriakos Mītsotakīs (1892–1942) | Kyriakos Mītsotakīs (1892–1942)                     | Kyriakos Mītsotakīs (1892–1942)                     |                                                     |                                                     | Stavroula Ploumidaki (1896–1983)                    | Stavroula Ploumidaki (1896–1983)                    | Stavroula Ploumidaki (1896–1983) | Stavroula Ploumidaki (1896–1983) | Stavroula Ploumidaki (1896–1983) | Stavroula Ploumidaki (1896–1983) |                               |                               |                               |                               |
|                                |                                |                                |                                |                                   |                                   |                                   |                                   |                                   |                                   |                                |                                |                                 |                                 |                                 |                                 |                                 |                                 |                                 |                                 |                                                     |                                                     |                                                     |                                                     |                                                     |                                                     |                                  |                                  |                                  |                                  |                               |                               |                               |                               |
| Nikitas Venizelos (1930–2020)  | Nikitas Venizelos (1930–2020)  | Nikitas Venizelos (1930–2020)  | Nikitas Venizelos (1930–2020)  | Nikitas Venizelos (1930–2020)     | Nikitas Venizelos (1930–2020)     |                                   |                                   |                                   |                                   |                                |                                |                                 |                                 |                                 |                                 |                                 |                                 |                                 |                                 | Kōnstantinos Mītsotakīs (1918–2017)                 | Kōnstantinos Mītsotakīs (1918–2017)                 | Kōnstantinos Mītsotakīs (1918–2017)                 | Kōnstantinos Mītsotakīs (1918–2017)                 | Kōnstantinos Mītsotakīs (1918–2017)                 | Kōnstantinos Mītsotakīs (1918–2017)                 |                                  |                                  | Marika Giannoukou (1930–2012)    | Marika Giannoukou (1930–2012)    | Marika Giannoukou (1930–2012) | Marika Giannoukou (1930–2012) | Marika Giannoukou (1930–2012) | Marika Giannoukou (1930–2012) |
| Nikitas Venizelos (1930–2020)  | Nikitas Venizelos (1930–2020)  | Nikitas Venizelos (1930–2020)  | Nikitas Venizelos (1930–2020)  | Nikitas Venizelos (1930–2020)     | Nikitas Venizelos (1930–2020)     |                                   |                                   |                                   |                                   |                                |                                |                                 |                                 |                                 |                                 |                                 |                                 |                                 |                                 | Kōnstantinos Mītsotakīs (1918–2017)                 | Kōnstantinos Mītsotakīs (1918–2017)                 | Kōnstantinos Mītsotakīs (1918–2017)                 | Kōnstantinos Mītsotakīs (1918–2017)                 | Kōnstantinos Mītsotakīs (1918–2017)                 | Kōnstantinos Mītsotakīs (1918–2017)                 |                                  |                                  | Marika Giannoukou (1930–2012)    | Marika Giannoukou (1930–2012)    | Marika Giannoukou (1930–2012) | Marika Giannoukou (1930–2012) | Marika Giannoukou (1930–2012) | Marika Giannoukou (1930–2012) |
|                                |                                |                                |                                |                                   |                                   |                                   |                                   |                                   |                                   |                                |                                |                                 |                                 |                                 |                                 |                                 |                                 |                                 |                                 |                                                     |                                                     |                                                     |                                                     |                                                     |                                                     |                                  |                                  |                                  |                                  |                               |                               |                               |                               |
|                                |                                |                                |                                |                                   |                                   |                                   |                                   |                                   |                                   |                                |                                |                                 |                                 |                                 |                                 |                                 |                                 |                                 |                                 |                                                     |                                                     |                                                     |                                                     |                                                     |                                                     |                                  |                                  |                                  |                                  |                               |                               |                               |                               |
|                                |                                |                                |                                |                                   |                                   |                                   |                                   |                                   |                                   |                                |                                | Pavlos Mpakogiannīs (1935–1989) | Pavlos Mpakogiannīs (1935–1989) | Pavlos Mpakogiannīs (1935–1989) | Pavlos Mpakogiannīs (1935–1989) | Pavlos Mpakogiannīs (1935–1989) | Pavlos Mpakogiannīs (1935–1989) |                                 |                                 | Ntora Mpakogiannī nata Theodōra Mītsotakī (b. 1954) | Ntora Mpakogiannī nata Theodōra Mītsotakī (b. 1954) | Ntora Mpakogiannī nata Theodōra Mītsotakī (b. 1954) | Ntora Mpakogiannī nata Theodōra Mītsotakī (b. 1954) | Ntora Mpakogiannī nata Theodōra Mītsotakī (b. 1954) | Ntora Mpakogiannī nata Theodōra Mītsotakī (b. 1954) |                                  |                                  | Kyriakos Mītsotakīs (b. 1968)    | Kyriakos Mītsotakīs (b. 1968)    | Kyriakos Mītsotakīs (b. 1968) | Kyriakos Mītsotakīs (b. 1968) | Kyriakos Mītsotakīs (b. 1968) | Kyriakos Mītsotakīs (b. 1968) |
|                                |                                |                                |                                |                                   |                                   |                                   |                                   |                                   |                                   |                                |                                | Pavlos Mpakogiannīs (1935–1989) | Pavlos Mpakogiannīs (1935–1989) | Pavlos Mpakogiannīs (1935–1989) | Pavlos Mpakogiannīs (1935–1989) | Pavlos Mpakogiannīs (1935–1989) | Pavlos Mpakogiannīs (1935–1989) |                                 |                                 | Ntora Mpakogiannī nata Theodōra Mītsotakī (b. 1954) | Ntora Mpakogiannī nata Theodōra Mītsotakī (b. 1954) | Ntora Mpakogiannī nata Theodōra Mītsotakī (b. 1954) | Ntora Mpakogiannī nata Theodōra Mītsotakī (b. 1954) | Ntora Mpakogiannī nata Theodōra Mītsotakī (b. 1954) | Ntora Mpakogiannī nata Theodōra Mītsotakī (b. 1954) |                                  |                                  | Kyriakos Mītsotakīs (b. 1968)    | Kyriakos Mītsotakīs (b. 1968)    | Kyriakos Mītsotakīs (b. 1968) | Kyriakos Mītsotakīs (b. 1968) | Kyriakos Mītsotakīs (b. 1968) | Kyriakos Mītsotakīs (b. 1968) |
|                                |                                |                                |                                |                                   |                                   |                                   |                                   |                                   |                                   |                                |                                |                                 |                                 |                                 |                                 |                                 |                                 |                                 |                                 |                                                     |                                                     |                                                     |                                                     |                                                     |                                                     |                                  |                                  |                                  |                                  |                               |                               |                               |                               |
|                                |                                |                                |                                |                                   |                                   |                                   |                                   |                                   |                                   |                                |                                |                                 |                                 |                                 |                                 | Kōstas Mpakogiannīs (b. 1978)   |                                 |                                 |                                 |                                                     |                                                     |                                                     |                                                     |                                                     |                                                     |                                  |                                  |                                  |                                  |                               |                               |                               |                               |

     I componenti della famiglia divenuti Primi ministri in Grecia sono segnati con lo sfondo azzurro.